# Calliostoma punctulatum
Calliostoma punctulatum là một loài ốc biển, kích thước trung bình, là động vật thân mềm chân bụng sống ở biển thuộc họ Calliostomatidae.

## Hình ảnh

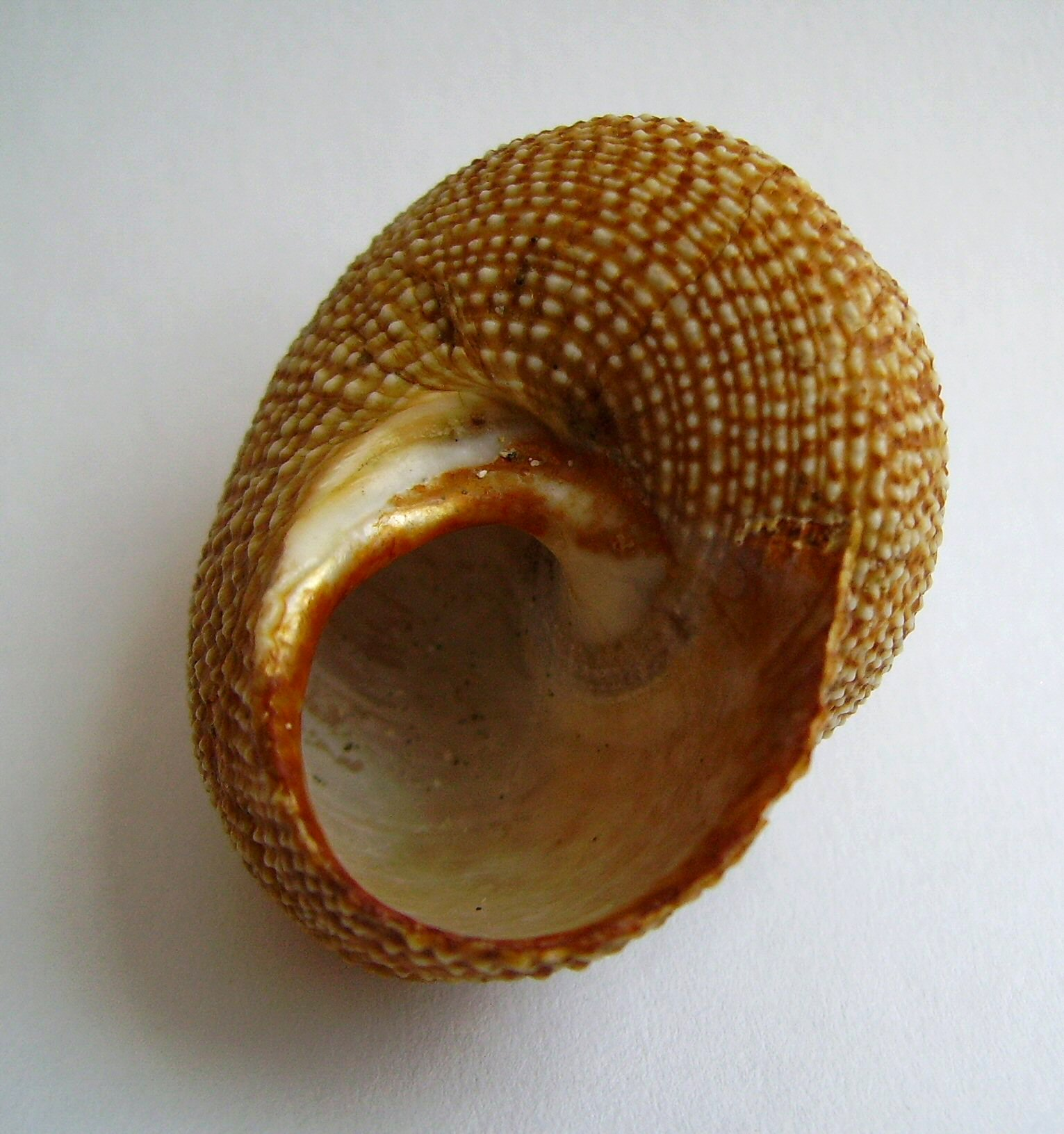